# To Be Loved (canción de Adele)
«To Be Loved» —en español: «Ser amada»— es una canción de la cantautora británica Adele perteneciente a su cuarto álbum de estudio 30. Fue escrita por Adele y Tobias Jesso Jr. con la producción de Shawn Everett y se lanzó oficialmente el 19 de noviembre de 2021 con el sello de Columbia Records como la penúltima canción del álbum. Es una balada minimalista del género antorcha con instrumentación de piano y la voz de Adele con efecto de eco. Su letra trata sobre los sacrificios hechos durante su enamoramiento y posterior divorcio de Simon Konecki, justificándole a su hijo Ángelo el por qué la unión de sus progenitores no tuvo éxito. 
La canción recibió aclamación de los críticos musicales quienes destacaron el desempeño vocal de la artista y lo calificaron como «el mejor de todos los tiempos». Varias publicaciones la incluyeron dentro de las mejores canciones del año 2021 y alcanzó el top 40 en Australia, Canadá, Suecia, Estados Unidos y entró en listas de otros países.
Adele ha dicho que no interpretará «To Be Loved» en vivo por el efecto emocional que le ocasiona aunque dos días antes del lanzamiento del álbum publicó en su canal oficial de YouTube una versión de la canción grabada desde la sala de su casa con la cámara de una computadora, acompañada únicamente de un piano y con un desempeño vocal que en determinados momentos de la interpretación causa distorsiones del audio.

## Antecedentes y promoción
Adele inició la composición de su cuarto álbum en el 2018 cuando tenía 30 años de edad y se encontraba casada con el empresario benéfico británico Simon Konecki, con quien había entablado una relación sentimental en el 2011 para un año más tarde dar a luz a su hijo Ángelo. Durante su relación Adele reconoció a Konecki por su ayuda en el proceso de recuperación tras someterse a una cirugía para reparar una hemorragia en sus cuerdas vocales que la apartó del ojo público y la obligó a guardar estricto silencio durante seis semanas, así como por haberla animado a grabar la canción «Skyfall» para la vigesimotercera película de James Bond del mismo nombre mientras se encontraba embarazada.
Tras un año de haber contraído matrimonio Adele solicitó el divorcio en septiembre de 2019, cinco meses después de que se confirmara que se habían separado. Adkins se sometió a sesiones de terapia tras experimentar episodios de ansiedad y decidió reparar la relación con su padre que había interrumpido cuando tenía solo 12 años de edad.
Adkins describió haberse sentido atormentada durante los años siguientes a su divorcio especialmente por el efecto que tuvo en su hijo, por lo que mantuvo conversaciones periódicas con Ángelo las cuales grabó con su celular por consejo de su terapeuta. Esas conversaciones inspiraron su regreso al estudio de grabación y el álbum se convirtió en una obra que le explicara a su hijo las razones por las que se separó de su padre. Finalmente Adele lanzó «Easy on Me» como sencillo principal del álbum el 14 de octubre de 2021.
Adele escribió «To Be Loved» con Tobias Jesso Jr., una persona con la cual había trabajado dos canciones de su tercer álbum de estudio 25: «When We Were Young» y «Lay Me Down». La primera versión se interpretó en una casa de Brentwood, Los Ángeles sin ningún equipo de estudio: Adele grabó su voz y a Jesso Jr. tocando el piano con su MacBook, mientras que el productor Shawn Everett colocó micrófonos y mantas por toda la habitación y el piano para la grabación final. Jesso Jr. describió el proceso de la siguiente manera:

«Éramos sólo nosotros tocando en vivo y juntos. Y así, en las pistas de piano puedes escuchar las voces y en las voces puedes escuchar el piano».

«To Be Loved» fue una de las canciones que la artista reprodujo en privado para su padre poco antes de que este muriera de cáncer. Sobre su inspiración declaró que:

«Mi principal objetivo en la vida es ser amada con amor. Y entonces quería mostrárselo a mi padre y decirle: «Tú eres la razón por la que no he hecho eso todavía», él fue la razón por la que no he accedido completamente a lo que es tener una relación amorosa con alguien».

 Mientras creaba «To Be Loved» Adele imaginó tocarla para su hijo Ángelo cuando este tuviera 30 años. La canción fue anunciada como la undécima pista del álbum el 1 de noviembre de 2021.
El 17 de noviembre de 2021 Adkins publicó un vídeo de ella interpretando «To Be Loved» en su sala de estar acompañada de un piano. La publicación fue bien recibida en Internet con la crítica Althea Legaspi de Rolling Stone describiendo la interpretación como «devastadoramente hermosa» y Heran Mamo de Billboard como «casualmente desgarradora». A medida que su voz se hizo más fuerte el sonido en el clip se volvió cada vez más distorsionado, lo que llevó a Chris Willman de Variety y Oreoritse Tariemi de The Guardian a comentar que «sonaba como si estuviera a punto de romper su teléfono». Sobre la posibilidad de interpretar la canción Adele afirmó: «No creo que lo haga en vivo. Ni siquiera puedo escucharla, así que no. Tengo que salir de la habitación, me enojo mucho, me ahogo mucho».
«To Be Loved» estuvo disponible para descarga digital el día que el álbum fue oficialmente publicado. En el Reino Unido la canción debutó en el puesto 12 del Official Audio Streaming Chart y en el puesto 32 del Billboard Hot 100 de Estados Unidos. Alcanzó el puesto 16 en el Canadian Hot 100 y el puesto 25 en Australia. En el Billboard Global 200 la canción alcanzó el puesto 19 y también ingresó en las listas nacionales de Suecia (puesto 26), Portugal (puesto 48) y Francia (puesto 116).

## Composición
La canción es una balada de piano simple y lenta de 103 pulsaciones por minuto cuya letra hace referencia a los altibajos de la vida y a los sacrificios que hay que hacer por cosas más importantes, en este caso específico a los sacrificios que Adele hizo para intentar mantener su matrimonio con Simon Konecki, en beneficio de su hijo.
La empresa estadounidense Genius destacó que la canción inicia con una sensación de desprecio por parte de Adele hacia sus errores del pasado en la vida amorosa y las consecuencias que ello ha tenido en las personas que la rodean, de modo que la letra versa sobre los sacrificios personales de Adele para que su hijo Ángelo creciera en una casa llena de amor, pero pasa a justificar el por qué decide abandonar eso, separarse de su esposo y viajar a los Estados Unidos para tener un nuevo hogar.
En el programa Adele: The '30' Interview de Apple Music la artista afirmó que escribió la canción imaginando a su hijo con unos 30 años de edad, momento para el cual se la cantará. Asimismo anunció que esta canción no sería interpretada nunca en vivo pues ni siquiera puede escucharla debido a lo que representa y genera en ella.
En la letra, Adele afirma que construyó una casa para que el amor creciera, refiriendo a tres de sus videos musicales más famosos: Rolling in the Deep, donde se le ve ingresando a su casa en remodelación, fría y vacía; Hello, donde vive en la casa ya amueblada aunque sola y triste; y por último Easy on Me, donde se despoja de la vivienda llevándose apenas unos cuantos muebles y las partituras de sus canciones.

## Recepción y crítica
La revista Rolling Stone calificó la canción como "devastadoramente hermosa".
Pitchfork Media declaró la pista como "mejor canción nueva" y "lo mejor que ha sonado nunca", afirmando que incluso para los estándares de Adele, el grado de vulnerabilidad emitido era "incomparable (...) es una canción tan desgarradora que ni siquiera Adele puede lidiar con ella".
La National Public Radio afirmó que esta canción era el mejor momento de la artista y destacó sus técnicas interpretativas, mientras que la revista Variety la calificó como el mejor canto que Adele haya hecho jamás y una de las mejores voces que nadie haya grabado.